# Tự tin
Tự tin là một trạng thái chắc chắn rằng một giả thuyết hoặc dự đoán là chính xác hoặc một hành động được lựa chọn là tốt nhất hoặc hiệu quả nhất. Có sự tự tin là có niềm tin vào chính mình. Sự kiêu ngạo hay ngạo mạn là sự tự tin không có căn cứ  - tin vào điều gì đó hoặc ai đó có khả năng trong khi họ không có điều đó. Quá tự tin hoặc tự phụ là niềm tin quá mức vào một ai đó (hoặc một cái gì đó) thành công, mà không có bất kỳ liên quan đến thất bại. Sự tự tin có thể là một lời tiên tri tự hoàn thành vì những người không có nó có thể thất bại hoặc không cố gắng vì họ thiếu nó và những người có nó có thể thành công vì họ có nó hơn là vì khả năng bẩm sinh.
Khái niệm tự tin thường được sử dụng như sự tự cảm thấy chắc chắn trong việc đánh giá cá nhân, khả năng, sức mạnh, v.v. Sự tự tin của một người tăng lên từ những kinh nghiệm về việc hoàn thành thỏa đáng các hoạt động cụ thể. Đó là một niềm tin tích cực  rằng trong tương lai người ta thường có thể hoàn thành những gì người ta muốn làm. Sự tự tin không giống như lòng tự trọng, đó là sự đánh giá giá trị của bản thân, trong khi sự tự tin đặc biệt tin tưởng vào khả năng của một người để đạt được mục tiêu nào đó, mà một phân tích tổng hợp đề xuất tương tự như khái quát về bản thân hiệu quả. Abraham Maslow và nhiều người khác sau ông đã nhấn mạnh sự cần thiết phải phân biệt sự tự tin là một đặc điểm tính cách tổng quát, và sự tự tin đối với một nhiệm vụ, khả năng hoặc thách thức cụ thể (tin chắc có thể làm việc gì). Sự tự tin thường đề cập đến sự tự tin nói chung. Điều này khác với năng lực bản thân, mà nhà tâm lý học Albert Bandura đã định nghĩa là niềm tin của bản thân về khả năng thành công trong các tình huống cụ thể hoặc hoàn thành một nhiệm vụ, và do đó là thuật ngữ nói chính xác hơn về sự tự tin cụ thể. Các nhà tâm lý học từ lâu đã lưu ý rằng một người có thể tự tin rằng mình có thể hoàn thành một nhiệm vụ cụ thể (ví dụ nấu một bữa ăn ngon hoặc viết một cuốn tiểu thuyết hay) mặc dù họ có thể thiếu tự tin nói chung, hoặc ngược lại hãy tự tin mặc dù họ thiếu năng lực bản thân để đạt được một nhiệm vụ cụ thể (ví dụ viết một cuốn tiểu thuyết). Tuy nhiên, hai loại tự tin này có mối tương quan với nhau và vì lý do này có thể dễ dàng bị sử dụng lẫn lộn.